# 壱岐市立初山小学校
壱岐市立初山小学校（いきしりつ はつやましょうがっこう, Iki City Hatsuyama Elementary School）は長崎県壱岐市郷ノ浦町初山西触にある公立小学校。略称は「初山小」（はつやましょう）、「初小」（はつしょう）。

## 概要
歴史
1875年（明治8年）に開校した「第五大学区第四中学区初山小学校」を前身とする。2010年（平成22年）に創立135周年を迎えた。
校章
校歌の中にある鏡岳大権現（現・爾示八幡宮）の神体とされる「八尺（やた）の鏡」を描き、その中に「小」の文字を置く。
校歌
作詞は山本文夫、作曲は山口常光による。歌詞は2番まであり、ともに「おお初山 初山健児」で終わる。
校区
住所表記で郷ノ浦町の後に「初山西触」、「初山東触」、「若松触」、「坪触」が続く地区。中学校区は壱岐市立郷ノ浦中学校。

## 沿革
- 1875年（明治8年）10月21日 - 「第五大学区第四中学区初山小学校」が初山東触に創立。
- 1879年（明治12年）- 「初山学区公立初山小学校」と改称。
- 1883年（明治16年）11月 - 若松触に移転し、「武生水学区公立中等初山小学校」と改称。
- 1886年（明治19年）8月 - 尋常志原小学校と合併。
- 1890年（明治23年）8月 - 志原尋常小学校より分離し、「初山小学校」として独立。初山西触字中小場に移転。
- 1892年（明治25年）7月 - 「石田郡初山村立初山尋常小学校」と改称。
- 1896年（明治29年）4月 - 「壱岐郡初山村立初山尋常小学校」と改称。
- 1901年（明治34年）4月 - 「壱岐郡初山尋常小学校」と改称。
- 1904年（明治37年）1月8日 - 初山西触神田に校舎を新築し、移転。
- 1908年（明治41年）4月1日 - 高等科を設置し、「壱岐郡初山尋常高等小学校」と改称。
- 1911年（明治44年）4月 - 校舎（7教室）を増築。
- 1911年（大正2年）4月1日 - 5学級となる。
- 1912年（大正3年）9月 - 運動場を拡張。
- 1913年（大正4年）11月 - 堆肥舎が完成。
- 1914年（大正5年）7月 - 浴場を新設。
- 1928年（昭和3年）11月 -  医務室を新設。
- 1935年（昭和10年）- 在籍児童数が最大の418名（8学級）を記録する。
- 1938年（昭和13年）8月 - 理髪室を建築。
- 1941年（昭和16年）4月1日 - 国民学校令により、「初山村国民学校」と改称。尋常科を初等科に改称。
- 1942年（昭和17年）10月 - 奉安殿が完成。（戦後すぐに廃棄）
- 1947年（昭和22年）4月1日 - 学制改革（六・三制の実施）
  - 旧・初山村国民学校の初等科が改組され、「初山村立初山小学校」となる。
  - 旧・初山村国民学校の高等科が改組され、初山村立初山中学校（新制中学校）となり、小学校に併設される。
- 1948年（昭和23年）4月 - 中学校4学級、小学校9学級。
- 1950年（昭和25年）8月 - 西校舎を南向きに移転。中学校2教室を新築。
- 1952年（昭和27年）1月 - 旧医務室を改装。
- 1953年（昭和28年）2月 - 創立80周年を記念し、学校図書館を設立。また第1回植林（3,000本）を実施。
- 1954年（昭和29年）
  - この年 - 学校給食（副食給食）を開始。
  - 12月 - 電灯を設置。
- 1955年（昭和30年）2月
  - 町村合併により、「郷ノ浦町立初山小学校」と改称。（住所表記は「初山触804番地」）
  - 第2回植林スギ・ヒノキ3,000本。（第2回）
- 1956年（昭和31年）2月 - スギ・ヒノキ1,400本を植林。（第3回）
- 1957年（昭和32年）
  - 2月 - スギ・ヒノキ1,000本を植林。（第4回）
  - 4月 - 長崎県知事 西岡竹次郎より、植林事業について表彰（副賞は時計）を受ける。
- 1961年（昭和36年）10月 - 運動場石垣土手が完成。
- 1963年（昭和38年）
  - 8月 - 校門を新設。
  - 11月 - ミルク給食を開始。
- 1964年（昭和39年）12月 - 放送施設を寄付設置。
- 1965年（昭和40年）4月 - つき井戸が完成。
- 1968年（昭和43年）4月22日 - 完全給食を開始。
- 1969年（昭和44年）
  - 7月20日 - 宿直を廃止。
  - 9月10日 - 郷ノ浦町立盈科小学校で皇太子・皇太子妃を歓迎。
- 1970年（昭和45年）
  - 4月1日 - 特殊学級を新設。
  - 9月1日 - 郷ノ浦町簡易水道給水を開始。
- 1971年（昭和46年）5月16日 - ジャングルジムと懸垂シーソーを設置。
- 1972年（昭和47年）11月22日 - 鉄棒を設置。
- 1973年（昭和48年）
  - 4月1日 - 初山中学校との併設を解消。
  - 7月19日 - 旧中学校舎に移転。
- 1974年（昭和49年）3月2日 - 校旗を新調。
- 1975年（昭和50年）3月10日 -　卒業生の寄付により、創立百周年記念碑を建立。
- 1977年（昭和52年）8月25日 - 新校舎が完成。
- 1978年（昭和53年）12月23日 - 体育館が完成。
- 1979年（昭和54年）9月12日 - 米飯給食を開始。
- 1980年（昭和55年）
  - 6月 - 運動場を拡張、前庭を舗装。
  - 9月10日 - 国旗掲揚台を設置。
- 1983年（昭和58年）
  - 7月23日 - プールが完成。
  - 12月17日 - 前庭、学習池を整備。
- 1984年（昭和59年）3月20日 - 藤棚が完成。
- 1985年（昭和60年）11月12日 - 校門を新設。
- 1993年（平成5年）8月10日 - 郷ノ浦町と野洲町（滋賀県）の交流が始まり、野洲町訪問団に児童を派遣。
- 1995年（平成7年）9月10日 - 運動場ナイター設備。
- 2000年（平成12年）
  - 9月8日 - インターネットの利用を開始。
  - 10月17日 - 島原市立第二小学校を訪問し、ふるさとふれあい学習を実施。
- 2002年（平成14年）1月11日 - 初山小学校ホームページを開設。
- 2004年（平成16年）3月1日 - 4町合併による壱岐市誕生に伴い、「壱岐市立初山小学校」（現在名）に改称。
- 2006年（平成18年）
  - 3月9日 - 午前中5時間制時間割を試行。
  - 4月1日 - 2年・3年の複式学級を開始。午前中5時間制を本格的に開始。
- 2009年（平成21年）1月27日 - V・ファーレン長崎の3選手が来校し、サッカー交流を行う。

## アクセス
最寄りの港
- 郷ノ浦港 - 九州郵船が福岡県博多港と対馬市厳原港との間にフェリー・ジェットフォイルを運航している。

最寄りのバス停
- 壱岐交通 「南明寺」バス停

最寄りの国道・県道
- 長崎県道175号渡良浦初瀬線

## 周辺
- 初山郵便局
- 壱岐市立初山保育所
- 初山地区民センター
- 旧・壱岐市立初山中学校校舎